# Adiós, Miami
Adiós, Miami es una película venezolana de 1984 dirigida por Antonio Llerandi. Esta comedia negra explora las contradicciones, pasiones y miserias de un hombre que asciende en la escala social gracias a riquezas fáciles, reflejando una forma de ser venezolana en el contexto de la bonanza petrolera de los años 70 y el declive de mediados de los 80. Se trata del segundo largometraje de Llerandi.

## Sinopsis
Adiós, Miami sigue la historia de Oswaldo Fernández Urbaneja, un hombre venezolano que ha construido su vida en base a riquezas obtenidas fácilmente, sin valorar el esfuerzo. Insatisfecho con su vida familiar y matrimonial, inicia una relación con Ludmila, una famosa actriz de telenovelas. En un acto impulsivo, Oswaldo decide dejarlo todo atrás para fugarse con ella a Miami, donde se sumerge en una vida de lujo y derroche. Sin embargo, su nueva existencia se tambalea cuando recibe noticias de que enfrenta una orden de detención en Venezuela, por su participación es una estafa inmobiliaria. Ludmila, viendo la inminente crisis, lo abandona y regresa al país llevándose todas sus pertenencias, dejando a Oswaldo solo en Miami, donde, sin dinero ni apoyo, intenta sobrevivir fingiendo ser un cubano solicitante de asilo.

## Reparto
- Gustavo Rodríguez como Oswaldo Fernández Urbaneja
- Tatiana Capote como Ludmila Moreno
- Alicia Plaza como Yajaira Fernández
- José Visconti como Ramírez
- Mahuampi Acosta
- Julio Mota
- Carlos Flores
- Isabel Hungría
- Gerardo Marrero
- Bárbara Mosquera
- Luis Gerónimo Abreu
- Koke Corona
- Yajaira Fernández
- Herman Lejter
- Pilar Romero

## Producción
La película fue dirigida por Antonio Llerandi y contó con un guion de Fausto Verdial, escritor y guionista venezolano. La producción estuvo a cargo de Reinaldo de los Llanos bajo la compañía Producciones Doble Ele C.A.. La fotografía fue realizada por Héctor Ríos, la música estuvo a cargo del maestro Jesús "Chuchito" Sanoja y el montaje fue realizado por José Garrido. El elenco incluyó actores de renombre en la escena venezolana de la época, como Gustavo Rodríguez, Tatiana Capote, Alicia Plaza y José Visconti.

## Temas y análisis
Adiós, Miami es una comedia negra que examina las contradicciones y la mentalidad de la nueva clase de ricos surgida en Venezuela a partir de la llegada de democracia, así como su posterior declive durante la década de los 80. La película expone la ostentación, el consumismo desmedido y el afán por aparentar éxito sin esfuerzo real. A través de Oswaldo, el filme muestra el comportamiento de un hombre que cree que el dinero puede resolverlo todo, desde sus relaciones personales hasta sus problemas legales. Sin embargo, su caída en desgracia, en el cotexto del Viernes Negro, ilustra la fragilidad de esa ilusión.
También se hace una crítica a la doble moral de la burguesía venezolana: mientras Oswaldo embaraza a su amante y le exige un aborto, condena a su propia hija cuando ella considera la misma opción. La película toca temas como la identidad nacional y la migración, ya que, al verse en la ruina, Oswaldo intenta reinventarse como un cubano exiliado en Miami para sobrevivir.